# Peter Valentiner
Peter Valentiner (* 7. Juli 1941 in Kopenhagen; † 16. März 2020) war ein französischer Maler.

## Leben
Valentiner lebte in Paris und Köln. Nach dem Besuch der Kunsthochschule École supérieure des Beaux-Arts in Tours absolvierte er seinen Wehrdienst in Deutschland. Danach reiste er nach Spanien (Madrid und Toledo) und lernte in Madrid den argentinischen Maler Alberto Greco kennen, bei dem er Schüler und Assistent wurde. 1971 siedelte er nach Paris über und wurde 1. Preisträger der 7. Kunst-Biennale der Jugend und erlangte ein Stipendium des Musée Rodin in Paris.
Seine Werke entfalten sich im Wechselspiel der Wahrnehmung des Betrachters und der Kunst der Tarnung. Zunächst wurde er als Künstler der Land Art in Frankreich bekannt. Mit riesigen militärischen Tarnnetzen verbarg er bekannte Gebäude, Brücken und Straßen, zum Beispiel in Céret oder Perpignan in den Pyrenäen. Gleichzeitig setzte er sich mit der Kunst der Tarnung in der Malerei auseinander und entwickelte eine Technik des gelenkten Zufalls, um die Vielschichtigkeit der Sinneseindrücke darzustellen.
Seine Werke befinden sich im Centre Pompidou und in zahlreichen öffentlichen und privaten Sammlungen. 1988 kreierte er die Sommer-Kunstakademie Hohenbusch in Erkelenz zusammen mit Christine Hahn, Tübingen.
- 1960–1963: Student an der School of Fine Arts (Tours, Frankreich)
- 1964: Malstudium bei Alberto Gréco argentinischer Maler (Madrid, Spanien)
- 1969–1971: Gründer und Präsident des Salons „ENVIRONS“ (Tours, Frankreich).
- 1970–1971: Gründer und Mitglied der „Gruppe 37“ (Tours, Frankreich).
- 1971–1972: Gründer und Mitglied des Interventionskollektivs „POLYPTIQUE“ (Paris, Frankreich).
- September 1971: Gewinner der 7. Biennale de Paris – Bourse du Musée Rodin.
- 1973–1975: Mitglied des Komitees des „Salon der jungen Malerei“ (Paris, Frankreich).
- 1973–1975: Zusammen mit Françoise Palluel Mitbegründerin der Galerie AARP (Paris, Frankreich).
- 1977–1978: Zusammenarbeit mit der Galerie Michelle Lechaux (Paris, Frankreich).
- 1979–1987: Dozent und Organisator (Malerei und freie Gestaltung) an der European Academy of Fine Arts (Trier, Deutschland).
- 1984: Konzeption und Organisation der Ausstellung mit Erich Kraemer „Spuren und Zeichen“ Ausstellung zeitgenössischer Malerei im Rahmen der Feierlichkeiten zur 2000-Jahr-Feier der Stadt (Trier, Deutschland)
- 1987–2020: Kunstlehrer: Sommerakademien in Köln, Saarbrücken, Bitgurg, Mettingen, Erkelenz, Gerolstein und Luxemburg

## Einzelausstellungen
Paris, Madrid, Hamburg, Berlin, Marburg, Köln, Trier, Saarbrücken, Bayreuth, München
- 1967: Lemerre/Valentiner, Kulturzentrum (Saint-Pierre des Corps, Frankreich).
- 1971: "Camouflage", Handwerkshalle Saint Roch (Ceret, Frankreich).
- 1973: „Camouflage and animal mimicry“, Ehemalige Sainte-Ursule-Schule (Dijon, Frankreich).
- 1974: „Ausschnitte / Berichte“   Galerie Entre (Paris, Frankreich).
- 1976: „Da Rocha/Limerat/Valentiner“ Quadrum Gallery (Lissabon, Portugal). „Erinnerungen an Tarnung“ Galerie Stevenson-Palluel (Paris, Frankreich)
- 1980: „Skulptur, Malerei“ Tual/Valentiner, Galerie Françoise Palluel (Paris, Frankreich)
- 1980: „Skulptur, Malerei“ Tual/Valentiner, Atelier Wroblewski (Paris, Frankreich).
- 1982: „Complements/Contrasts“ Esteban/Valentiner Galerie Françoise Palluel (Paris, Frankreich).
- 1983: „Recent Paintings“, Richy Store (Saarbrücken, Deutschland). „Skulpturen, Malerei“ Weber/Valentiner, Schloss Walderdorff (Trier, Deutschland).
- 1984: Französisches Institut (Köln, Deutschland)

## Kollektivausstellungen – Beteiligungen
- 1961–1965: Gruppen, Galerie Paule Wahl (Tours, Frankreich).
- 1967: Petit Salon d'Art Contemporain, Galerie Sainte Croix (Tours, Frankreich).
- 1968: "Art et Paix" Foyer des Kinos l'Olympia (Tours, Frankreich).
- 1969: "Environs" Stadtbibliothek von Tours (Tours, Frankreich).
  - "Pour une Ecole de Tours", Salon d'Automne Petit Palais (Paris, Frankreich) und Palais de Bondy (Lyon, Frankreich).
  - "Polizei und Kultur" Salon de la Jeune Peinture (Paris, Frankreich) Musée d'Art Moderne de la Ville de Paris (Paris, Frankreich)
- 1970: "Gruppe 37" Environs 2, Stadtbibliothek von Tours (Tours, Frankreich)
  - "Gruppe 37" Rencontres, Salla Blanqui (Limoges, Frankreich)
  - "Gruppe 37" Maison de la Culture (Orléans, Frankreich)
  - "Gruppe 37" Vision 70, Palais des Congrès et de la Jeunesse (Perpignan, Frankreich)
  - "Gruppe 37" Salon de mai, Centre Culturel de Saint-Germain en Laye (Saint-Germain en Laye, Frankreich)
  - "Aspects du Racisme" 12 rue de Thorigny (Paris, Frankreich).
- 1971: "Gruppe 37" Environs 3, Bibliothèque Municipale (Tours, Frankreich)
  - "Gruppe 37" Universität Standford in Frankreich (Tours, Frankreich)
  - "Polyptiques" Maison des jeunes et de la Culture (Jugend- und Kulturhaus) (Villejuif, Frankreich)
  - "Polyptiques" Musée d'Art Moderne de la Ville de Paris (Paris, Frankreich)
- 1972: Salon Grands et Jeunes d'aujourd'hui, Grand Palais (Paris, Frankreich)
  - "70 Maler" ENSEEITH (Toulouse, Frankreich)
  - "Impact 2" Museum für Moderne Kunst (Ceret, Frankreich)
  - "Polyptique" Salon d'Automne, Palais de Bondy (Lyon, Frankreich) und Salon de la Jeune Peinture, Musée d'Art Moderne de la Ville de Paris.
- 1973: "Rencontres 73" Centre Culturel et Social de Limoges (Limoges, Frankreich).
  - Salons Grandes et Jeunes d'Aujourd'hui, Grand-Palais
  - "Signal" Maison des Jeunes et de la Culture (Grasse, Frankreich)
  - Gruppe, Galerie de l'AARP (Paris, Frankreich)
  - Gruppe, Galerie Rencontres, mit Arnal, Laskine, Pericaud, Pincemin, Reigl (Paris, Frankreich)
- 1974: Salon Grands et Jeunes d'Aujourd'hui (Salon Grands et Jeunes d'Aujourd'hui) (Paris, Frankreich)
  - Salon de la Jeune Peinture (Salon der jungen Malerei), Musée d'Art Moderne de la Ville de Paris (Museum für moderne Kunst der Stadt Paris).
- 1975: "Aspects de l'Avant Garde (Metz, Frankreich)
  - "Collectif d'Exposition" Galerie de l'AARP (Paris, Frankreich)
  - "Couleurs, Matières, Coulures" Galerie Fenetral, (Deauville, Frankreich)
  - Salon de la Jeune Peinture (Salon der jungen Malerei), Musée d'Art Moderne de la Ville de Paris (Paris, Frankreich)
- 1976: Salon Grands et Jeunes d'Aujourd'hui, Grand Palais, (Paris, Frankreich)
- 1977: Arnal/Bioules/Laskine/Pincemin/Valentiner.
  - Galerie Parallèle (Genf, Schweiz)
  - Caja de Ahorros de Navarra (Pamplona, Spanien)
  - Galerie Vandrès (Madrid, Spanien)
  - Galerie Temps (Valencia, Spanien)
  - Galerie Eupalinos (Clermont-Ferrand, Frankreich)
  - Gruppe, Galerie Stevenson und Palluel (Paris, Frankreich)
  - "Regards 77" Foyer des Stadttheaters von Caen (Frankreich)
  - "Accrochages d'Inauguration" Galerie Michelle Lechaux (Paris, Frankreich)
- 1978: Auswahl für den Kereroudan-Preis, FIAP (Paris, Frankreich)
  - Retrospektive FIPA 1968–1978 (Paris, Frankreich).
  - Gruppe, Galerie Michelle Lechaux (Paris, Frankreich)
- 1979: "Petits Formats" 26 Maler, Galerie Eupalinos (Clermond Ferrand, Frankreich).
  - "Supports de l'imaginaire" Galerie Noire (Paris, Frankreich)
  - Auswahl des Kereroudan-Preises, FIAP (Paris, Frankreich)
  - "Untere Saar e. V." Dillingen (Saarland, Deutschland)
  - "Portoflolio" Galerie Jung (Trier, Deutschland)
- 1980: Künstler des Kunstzentrums Trier, Galerie Paul Bruck (Luxemburg, Großherzogtum Luxemburg).
  - "Deutsche und Franzöiche Künstler", Buchhandlung Galerie Berens (Trier, Deutschland)
  - "Portfolio" Galerie Françoise Palluel (Paris, Frankreich) und Galerie Paul Bruck (Luxemburg, Großherzogtum Luxemburg).
  - Salon Grands et Jeunes d'Aujourd'hui, Grand Palais (Paris, Frankreich).
  - Landeskunstausstellung Rheinland-Pfalz, Kurfürstliches Palais (Trier, Deutschland).
  - Stand Galerie Françoise Palluel, FIAC, Grand Palais (Paris, Frankreich)
- 1981: Gruppe, Galerie Anne Roger (mit Castex, Godart) (Nizza, Frankreich)
  - Gruppe, Galerie Francoise Palluel (mit Castex, Julline-Minguez, Le Gloannec).
  - Salon Grands et Jeunes d'Aujourd'hui, Grand Palais (Paris, Frankreich)
- 1982: Retrospektive des Salons Environs von 1969, Musée des Beaux-Arts de Tours im Rahmen der von der Association Tours-Mutiples im Mai organisierten Veranstaltungen.
  - Camouflage des Standes der Zeitschrift "Artistes" FIAC, Grand-Palais (Paris, Frankreich).
- 1983: "Les lettres sont des choses" Espace Alternatif Créatis, Stand Galerie Françoise Palluel, Internationale Kunstmesse (Köln, Deutschland).
- 1984: "Junge Abstraktion" Maison de Jeunes et de la Culture des Hauts de Belleville (Paris, Frankreich)
- 1987: Kunstausstellung „Offenbarung“ in der Kulturwerkstatt Trier e.V.

## Öffentliche Sammlungen
- Musée National d'Art Moderne, Centre Georges Pompidou (Paris, Frankreich)
- Museum für Moderne Kunst (Sarajevo, Jugoslawien)
- Museum Gemeente (Helmond, Niederlande)

## Ausstellungskataloge
- Peter Valentiner: Malerei. Text: Martin Hildebrand. Köln 1985.
- Valentiners Kunst der reversiblen Abstraction (Abstraktion). Galerie Westernhagen, Köln 1992. (Ausstellungskatalog).
- Ceci n'est pas une rétrospective: Peter Valentiner, Walter Wolf. Rheinlandia-Verlag, Siegburg 2001, ISBN 3-935005-22-9. (Erscheint anlässlich der Ausstellung Ceci n'est pas une rétrospective, 27. Oktober – 2. Dezember 2001, Stadtmuseum Siegburg).